# Assassin (Musiker)

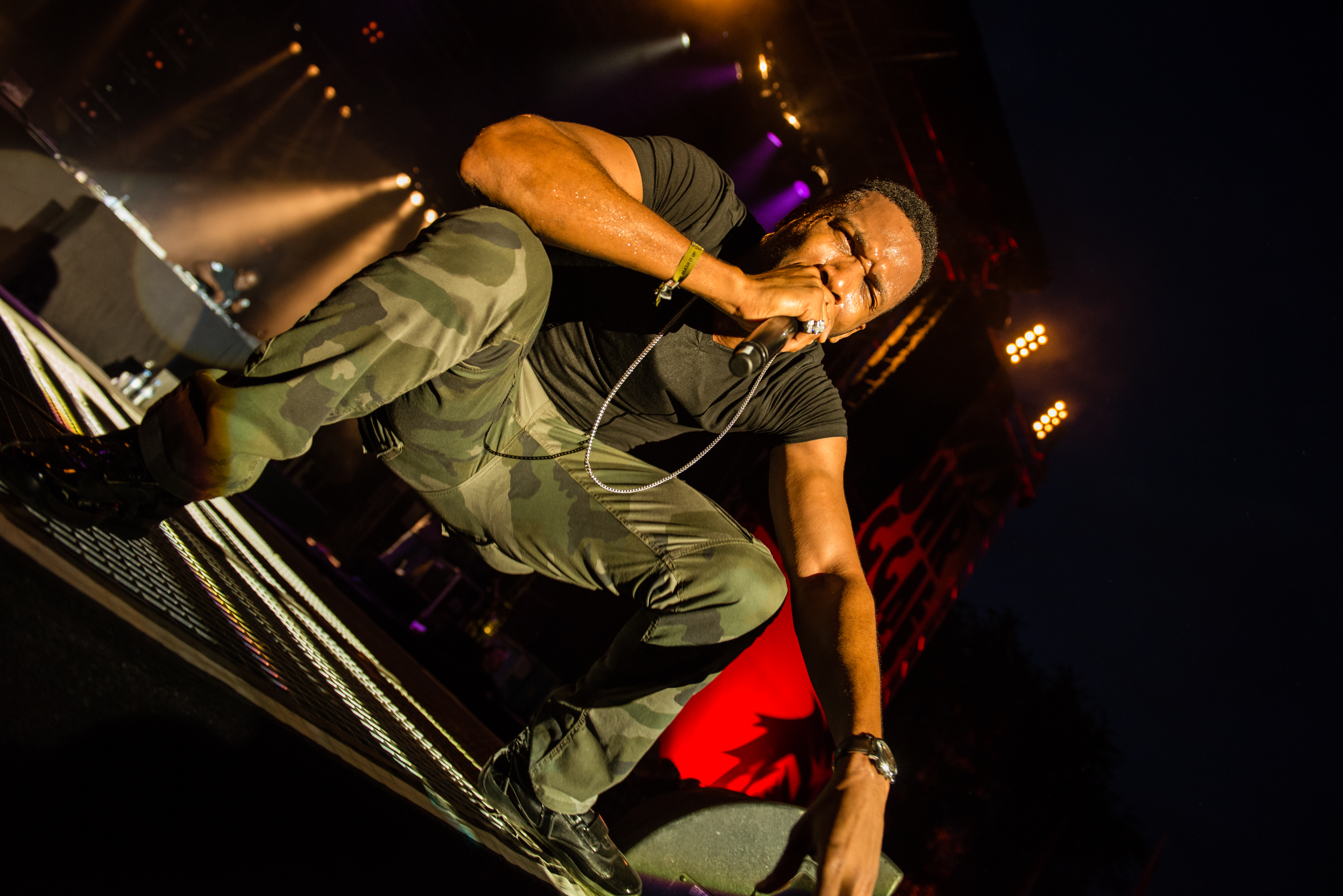
Agent Sasco (Ruhr Reggae Summer, 2014)

Jeffrey Campbell (* 22. Dezember 1982 in Papine, Jamaika) ist ein jamaikanischer Musiker, der unter dem Künstlernamen Assassin (englisch für Attentäter/Meuchelmörder) oder auch Agent Sasco bekannt ist. Er begann seine Musik-Karriere im Alter von vier Jahren und bekam seinen Namen bei einem School-Soundclash von Freunden.
Von Spragga Benz entdeckt und gefördert, kam er bei Penthouse Records unter und veröffentlichte 1998 seinen ersten Song Name Brand für Baby Giant. Donovan Germain (Penthouse Records) verhalf ihm zu einem Vertrag über drei Alben mit VP/Atlantic Records.
Assassin wirkte auf der am 9. Februar 2015 veröffentlichten Single The Blacker The Berry aus dem Album To Pimp a Butterfly von Kendrick Lamar und der Single I’m in It aus dem Album Yeezus von Kanye West mit.

## Diskografie

### Alben
- 2005: Infiltration, VP Records[2]
- 2007: Gully Sit'n, VP Records[2]